# Jan Apol
Johan Peter Hendrik (Jan) Apol (Leiden, 12 maart 1874 – Den Haag, 5 maart 1945) was een Nederlandse schilder, tekenaar, beeldhouwer en auteur.

## Leven en werk
Apol was een zoon van Johannes Adrianus Cornelis Apol, officier bij de infanterie, en Elisabeth Hendrina Landrij. Hij leerde tekenen van zijn oom Louis Apol en volgde korte tijd lessen aan de Koninklijke Academie voor Schone Kunsten van Antwerpen (1897) en de Academie in Den Haag (1898).
Apel combineerde aanvankelijk het kunstenaarschap met het schrijverschap. Zijn roman Phaeton en de dwaas (1901) en bundel De Gouden Poort (1903), beide met bandontwerpen van C.A. Lion Cachet, werden echter niet goed ontvangen. Hij legde zich toe op tekenen en schilderen van vaak religieuze en literaire onderwerpen. Apol woonde in Florence (1902-1904), Brussel en vanaf 1912 weer in Den Haag. Na de Eerste Wereldoorlog ging hij ook beeldhouwen; hij maakte bustes en dierfiguren in brons en steen. Hij was een aantal jaren lid van Arti et Amicitiae (1917-1923), maar nam niet deel aan tentoonstellingen en exposeerde ook slechts zelden buiten Arti.
Apol overleed kort voor zijn 71e verjaardag en werd begraven op Oud Eik en Duinen.

## Publicaties
- 1901 Phaëton en de dwaas : een weg tot het leven. Amersfoort: Valkhoff.
- 1903 De gouden poort: Radboud. Epimetheus. Het boek Jazion. Bussum: C.A.J. van Dishoeck.

- Biografisch Portaal: 59811106
- Digitale Bibliotheek voor de Nederlandse Letteren: apol004
- International Standard Name Identifier: 0000 0003 8811 9753
- Nederlandse Thesaurus van Auteursnamen: 070153280
- RKD-Nederlands Instituut voor Kunstgeschiedenis: 2185
- Union List of Artist Names: 500569605
- Virtual International Authority File: 281214877
- WorldCat: E39PBJccdWpm3Rpp9BKTF4bPQq